# 조지 어빙
조지 어빙(George Irving, 1874년 10월 5일 ~ 1961년 9월 11일)은 미국의 배우, 영화 감독, 영화 배우, 연극 배우이다.

## 영화
- 크리스마스 휴가 (1944년)
- 드라큐라의 아들 (1943년)
- 배니싱 버지니안 (1942년)
- 영웅의 여자 (1942년)
- 요크 상사 (1941년)
- 자니 아폴로 (1940년)
- 뉴 문 (1940년)
- 스토리 오브 버넌 앤 아이린 캐슬 (1939년)
- 아이 양육 (1938년)
- 뉴욕의 토스트 (1937년)
- 라이프 오브 더 파티 (1937년)
- 바다의 거인 (1937년)
- 캡틴 재뉴어리 (1936년)
- 오일 포 더 램프 오브 차이나 (1935년) - 월터 길버트 역
- 댄저러스 (1935년)
- 오페라의 밤 (1935년)
- 브라이트 아이즈 (1934년)
- 원더 바 (1934년)
- 조지 화이트의 스캔달 (1934년)
- 비바 빌라! (1934년)
- 히어 컴스 더 네이비 (1934년)
- 원 이어 레이터 (1933년)
- 나이트 플라이트 (1933년)
- 42번가 (1933년)
- 래스퓨틴 앤 더 엠프리스 (1932년)
- 내가 죽인 남자 (1932년)
- 닥터 모로의 DNA (1932년)
- 인스퍼레이션 (1931년)
- 핫 에어리스 (1931년)
- 푸틴 온 더 리츠 (1930년)
- 이혼녀 (1930년)
- 댄스 오브 라이프 (1929년)
- 썬더볼트 (1929년)
- 코퀘트 (1929년)
- 뉴욕의 선창 (1928년)
- 날개 (1927년)
- 세 악당 (1926년)
- 허 마제스티 (1922년)
- 웨이크필드 케이스 (1921년)
- 저스트 아웃사이드 더 도어 (1921년)
- 저스트 아웃 오브 컬리지 (1915년)